# Jezper Söderlund
Joakim Jesper Söderlund, más conocido como Jezper Söderlund o simplemente Jezper (Gotemburgo, provincia de Västra Götaland, 27 de agosto de 1980), es un DJ y productor sueco del género de música electrónica y cuyo estilo principal es el trance.
La mayoría de sus producciones, así como sus remezclas, las ha lanzado bajo el nombre de Airbase, uno de sus seudomimos con el cual es más conocido. Söderlund posee otros proyectos y seudónimos con los que ha realizado diferentes producciones importantes, entre los proyectos destacan Ozone, The Scarab, Parc, Inner State y One Man Army. También ha realizado trabajos importantes junto con su hermano André Söderlund a través del proyecto grupal First & Andre.

## Discografía

### Producciones
- Airbase - Collection (Lanzamiento propio - Sin sello discográfico)
  - Parc - Nangiala
  - JZ - Genie II
  - JZ - Maya Bay
  - Parc - Gibson
  - Parc - Silver Cell
  - JZ - My Life
  - Parc - White Feather
  - Airbase - Hypno
  - JZ - Monday P.M.
  - JZ - Monday A.M.
- Airbase - We Might Fall (Intuition)
  - Airbase - Escape (2011 Album Mix)
  - Airbase feat. Floria Ambra - Less Than More
  - Airbase - Sun City
  - Airbase - Asylum
  - Airbase - Sand & Sorrow
  - Airbase - Silent Music For Quiet People
  - Airbase - Last Door On The Left
  - Airbase - We Might Fall
  - Airbase feat. Ilana - Affirmation
  - Airbase feat. Empyreal Sun - 40 Miles
  - Airbase - St. Emilion
- Airbase - Lucid (Moonrising Records)
- Airbase - Tangerine / Spion (Intuition)
- Airbase - Escape / For The Fallen (Intuition)
- Airbase - One Tear Away / Rest In Peace / Medusa (Intuition)
- Airbase - Roots (Moonrising Records)
- Airbase - Garden State / Moorea (Somatic Sense)
- Airbase - Sinister (Gesture Music)
- Airbase - Emotion (Alphabet City)
- Airbase - Genie (Alphabet City)
- Airbase - Pandemonium / Ocean Realm (Alphabet City)
- Airbase - August (Airbase / No Label)
- Airbase feat. Floria Ambra - Denial (Black Hole Recordings)
- Airbase - Back (Black Hole Recordings)
- Airbase - Uppercut (A State of Trance (label) / Armada Music)
- Airbase - Modus Operandi (A State of Trance (label) / Armada Music)
- Airbase - Mondegreen (A State of Trance (label) / Armada Music)
- First & André - Cruiser (High Contrast Recordings)
- First & André - Widescreen (High Contrast / Be Yourself Music)
- Inner State - Changes (Gesture Music)
- Scarab vs Inzite - Unity Of Earth 2002 (EMT Design)
- Scarab - Vagabond (Armada Music)
- Ozone - Ionize (Gesture Music)
- Ozone - Rock (Gesture Music)
- Ozone - Rock (Take A Stand) (Gesture Music)
- Ozone - Q (Gesture Music)
- Jezper Söderlund - Angel (Alphabet City)
- Rah - Pole Position / Seven (Platipus Records)
- Rah - Glow / Wave (Platipus Records)
- J. - I Scream / Breaking The Silence (Armada Music)
- Mono - Rise (Mondo Records)
- Narthex - Bully (Discover Dark)
- One Man Army - The Anthem / Ballroom Dancer (J00F)
- Jezper - Monastery Hill (Afterglow Records)
- Jezper - Requiem (Afterglow Records)
- J.L.N.D. - The Sound of Nothing (Kompressed Records)
- Airbase - Idun (Record Union)

### Remixes
- Tiësto feat. BT - Break My Fall (Airbase Remix)
- Armin Van Buuren - Wall Of Sound (Airbase Pres. Parc Rmx)
- Imogen Heap - The Moment I Said It (Airbase Pres. Scarab Remix)
- Majai - Lightwave (Airbase Rmx)
- Stan Void - When You Know (Airbase Rmx)
- Carl B - Social Suicide (Airbase Pres. Parc Rmx)
- Matt Darey pres. Tekara - I Wanna be an Angel (Airbase Rmx)
- Above & Beyond - Far From In Love (Airbase Rmx)
- Blank & Jones - Watching The Waves (Moon Rmx)
- Safri Duo - Rise (Airbase Damage Remix)
- Arc In The Sky - Kissed (Airbase pres. Parc Remix)
- iiO - Smooth (Airbase Remix)
- Lost Witness - Love Again (Airbase Remix)
- Mike Foyle & Signalrunners - Love Theme Dusk (Airbase pres. Parc Remix)
- Lennox - Flying Among The Stars (Airbase Remix)
- Alex Morph - Flaming Clouds (Airbase Rmx)
- Jaron Inc - Nothing To Lose (Airbase Remix)
- Jacob & Mendez - Moondust (Airbase Rmx)
- Mat Silver & Tony Burt - Ultimate Wave (Airbase Rmx)
- Envio - Touched By The Sun (Airbase Rmx)
- Michael Splint feat. Sasha - Secrets Broke My Heart (Airbase Rmx)
- Anergy vs. Nordlicht - In Music (Airbase Remix)
- Double N - Forever And A Day (Airbase Rmx)
- Solarstone - Solarcoaster (Airbase Remix)
- John O'Callaghan & Kearney - Restricted Motion (Airbase Remix)
- DJ Stigma - The Answer (Scarab Rmx)
- Labworks - Ibiza Sunrise (Scarab Rmx)
- Avanto - The Flute (Airbase Remix)
- Inner Motion - Seven Seals (Scarab Rmx)
- Inner Motion - How Did You (Scarab Rmx)
- Simon Paul and Tissot - Love Again (Airbase Remix)
- Unknown Source - Nadjanema (Airbase Rmx)
- Nebulus - Destination Paradise (Ozone Remix)
- DJ Tandu & Michael Parsberg - Budi's Theme (Airbase Remix)
- Kenny Hayes - Daybreaker (Airbase Elektech Remix)
- Matanka - Near Me (Airbase Remix)
- Calanit - Sculptured (Airbase Remix)
- Duderstadt - Mahananda (Airbase Remix)
- Talla 2XLC - Carry Me (Airbase Remix)
- Denleo - Naked (Airbase Remix)
- Jamaster A - Bells Of Tiananmen (Airbase Remix)
- Jamaster A - One Night in Beijing (Airbase Remix)
- Shane 54 - Valahol (Airbase Remix)
- Yamin feat Marcie - So Tired (Airbase Remix)
- Arksun - Arisen (Airbase pres. Parc Remix)
- Undersun feat. Mark Otten - Capoeira (Scarab Remix)
- Gouryella - Ligaya (Airbase Remix)
- Tiësto - Elements of Life (Airbase Remix)
- Airbase - Roots (incl Andy Blueman remix)

## Reconocimientos
- Disc-jockeys nórdicos más populares (Megamind, 2004)